# Phytomyptera setigera
Phytomyptera setigera är en tvåvingeart som först beskrevs av Thomson 1869.  Phytomyptera setigera ingår i släktet Phytomyptera och familjen parasitflugor. Inga underarter finns listade i Catalogue of Life.